# Léon Binoche
Léon Binoche (Champs-sur-Yonne, 16 augustus 1878 - Ferney-Voltaire, 28 augustus 1962) was een Frans rugbyspeler.

## Carrière
Binoche speelde in zijn studententijd rugby en werd tweemaal landskampioen van Frankrijk. Tijdens de Olympische Zomerspelen 1900 werd hij met zijn ploeggenoten kampioen. 

## Erelijst

### Met Frankrijk
- Olympische Zomerspelen: 1900